# Уайт, Нейл
Уильям Нейл Уайт (англ. William Neil White; 2 мая 1920, Трун, Айршир — 19 февраля 1990, Кембридж) — шотландский и британский хоккеист на траве, нападающий; крикетист. Серебряный призёр летних Олимпийских игр 1948 года.

## Биография
Нейл Уайт родился 2 мая 1920 года в британском городе Трун.
Учился в школе-интернате «Лэйс» в Кембридже, затем в колледже Тринити Холл Кембриджского университета.
Параллельно играл в хоккей на траве. Был капитаном команды «Лэйс», затем выступал за сборную университета.
После Второй мировой войны дебютировал в сборной Шотландии. Продолжал хоккейную карьеру до 30-летия.
В 1948 году вошёл в состав сборной Великобритании по хоккею на траве на Олимпийских играх в Лондоне и завоевал серебряную медаль. Играл на позиции нападающего, провёл 4 матча, забил 3 мяча (два в ворота сборной Афганистана, один — США).
В 1947—1949 годах играл в крикет за Кембриджшир в чемпионате малых графств. В 1948 году провёл два матча первого класса за Кембриджский университет.
Умер 19 февраля 1990 года в Кембридже.